# ぱわーおぶすまいる。
『ぱわーおぶすまいる。』は、ウロによる日本の4コマ漫画作品。『まんがタイムきららキャラット』（芳文社）にて、2011年4月号から6月号までのゲストを経て、同年9月号から2016年10月号にかけて連載された。

## あらすじ
家が隣同士の幼馴染 篠華まゆ と 蒼葉宗馬 は高校のクラスメイトや周りの人々との交流を通してお互いのことを想う気持ちに気づいていく。

## 主な登場人物
担当声優は、ゲーム『きららファンタジア』でのキャスト。
篠華まゆ（しのはな まゆ）
声 - 芝崎典子
本作の主人公。明るく元気。背が小さくショートカット。中学時代は長髪だった。父・陽光は仕事の関係で離れて暮らしており、普段は母・沙雪と二人暮らし。幼なじみの宗馬とは相思相愛だったがなかなか次の一歩を踏み出せず、2年のクリスマスに宗馬の正式な告白を受け入れて付き合い始める。
蒼葉宗馬（あおば そうま）
本作のもうひとりの主人公。眼鏡をかけている。まゆの幼なじみ。モテ属性あり。消防吏員だった父・宗悟とは宗馬が小学生の頃死別しており、以後は母・夏海と妹・宮乃との3人暮らし。宗悟の死が遠因で中学時代は荒れた生活を送っていたが、まゆが地域の進学校である壬陽（じんよう）高校を受けることを知り、まゆの指導も受けつつ猛勉強で合格する（眼鏡はこの際の視力低下のため）。高校では環や観久、優白からも好かれることになるが最終的にはまゆを選んだ。
虎道環（こどう たまき）
声 - 河瀬茉希
まゆ・宗馬のクラスメイト。まゆのことが大好き。男が嫌い。特に宗馬にキツく当たるが、まゆと祖宗馬の関係性を理解しつつも、1年のクリスマスに宗馬からもらったクローバーを模った髪留めを以後愛用するなど、次第に宗馬に惹かれてゆく。2年の冬に宗馬のまゆへの思いが強固なものであることを知ると、長かった髪を切った。
叢園寺観久（そうえんじ みく）
声 - 丸岡和佳奈
まゆたちのクラスメイトで1年次は学級委員長。まゆからは「みく」から「みるくちゃん」と呼ばれる。お好み焼き屋「まるまる」の娘さん。コスプレ好き。眼鏡キャラだが視力はよく、眼鏡は委員長キャラを作るための伊達。2年では選挙を経て25代壬陽高校生徒会長に就任。一時止めていた伊達眼鏡も会長キャラのために再開した。
宗馬の亡父・宗悟は「まるまる」を一人で利用していた常連客で、宗馬の名前自体は生前の宗悟から聞かされていた。高校に入学して、「まるまる」にまゆと二人で来店していた男子が宗馬と知ることとなり、好意を寄せる。
上山景祐（かみやま けいすけ）
まゆたちのクラスメイト。宗馬とよくつるんでいる。元々はまゆ目当てで宗馬たちに近づきつるむようになったが、一学年下に入学してきた宮乃にアプローチを始め、2年のクリスマス段階では付き合い始めている（まゆは把握しているが宗馬は知らない）。
蒼葉宮乃（あおば みやの）
宗馬のひとつ下の妹。初登場時は中学3年生で、宗馬たちが2年になった年度に壬陽高校に入学する。中3の頃に宗馬宅へ泊まりに来た景祐と出会っているが、当時は「（兄・宗馬とのBL妄想における）受け」という認識だった。高校入学時に制服姿の宮乃を見た景祐の「お前可愛くなったなー」の一言をきっかけに反発しながらも意識するようになり、後に付き合い始める。
豊塚優白（とよつか やしろ）
まゆたちのクラスメイト。密かに宗馬へ好意を寄せる。1学年下に弟の優（ゆう）が居る。
伊月実里（いつき みのり）
まゆたちのクラスメイト。優白の親友。1年の時にクリスマスプレゼントの交換で観久から貰ったBL同人誌にハマりつつある。
篠華紗雪（しのはら さゆき）
まゆの母親。まゆにそっくり。
蒼葉夏海（あおば なつみ）
宗馬と宮乃の母親。

## 単行本
芳文社より「まんがタイムKRコミックス」として刊行されている。全5巻。
- 第1巻 - 2012年10月12日発行（9月27日発売）、ISBN 978-4-8322-4201-2
- 第2巻 - 2013年6月11日発行（5月27日発売）、ISBN 978-4-8322-4303-3
- 第3巻 - 2014年6月11日発行（5月27日発売）、ISBN 978-4-8322-4446-7
- 第4巻 - 2015年8月11日発行（7月27日発売）、ISBN 978-4-8322-4594-5
- 第5巻 - 2016年10月12日発行（9月27日発売）、ISBN 978-4-8322-4746-8

## ゲーム
きららファンタジア
ドリコムによるスマートフォン向けのアプリゲーム。まんがタイムきらら関係のキャラクターが多数登場するクロスオーバー作品で、2020年11月11日から本作のキャラクターが参戦している。それに合わせ、声優が新規にキャスティングされている。